# Paul Bindel
Paul Bindel (* 7. Januar 1894 in Buckau; † 29. Mai 1973 in Düsseldorf) war ein deutscher Genre- und Stilllebenmaler und Hochschullehrer an der Kunstakademie Düsseldorf.

## Leben
Paul Bindel, Sohn des Generalvertreters Paul Bindel, legte im März 1912 seine Reifeprüfung an der Fürstenwall-Oberrealschule in Düsseldorf ab. Von 1912 bis 1918 studierte Bindel an der Kunstgewerbeschule Düsseldorf unter Lothar von Kunowski mit Unterbrechung durch Kriegsdienstzeit und kaufmännischer Tätigkeit. Er gehörte ab dem 1. Oktober 1913 bis zur Mobilmachung dem Niederrheinisches Füsilier-Regiment Nr. 39 an. Ab August 1914 nahm Paul Bindel als Soldat, dann ab März 1915 zum Leutnant befördert, bis Dezember 1918 an den Feldzügen des Ersten Weltkriegs teil.
Von 1920 bis 1922 besuchte Bindel das staatliche Zeichenlehrerseminar und erlangte die Befähigung als Lehrer mit Auszeichnung, gefolgt von Referendarzeit und Ausübung seines Berufs an der Lessing-Oberrealschule, am Städtischen Realgymnasium an der Rethelstraße in Düsseldorf, und weiteren Schulen in Rheydt, Wipperfürth und Kleve, dann 1926 Ernennung zum Oberstudienrat.
1923 heiratete Paul Bindel Irene, geborene Greferath. Am 11. September 1925 kam sein Sohn Werner Bindel auf die Welt.
Bis 1934 war Paul Bindel Oberzeichenlehrer an Schulen und lehrte parallel zum Schuldienst ab 1930 in der Kunstakademie Düsseldorf. In dieser Zeit gehörten zu seinen Schülern Rolf Crummenauer, Ursula Benser, Helmut Georg, Anneliese Planken und Hellmut Steinbach unter anderen. Bindel war auf den Ausstellungen der Vereinigung Das Junge Rheinland vertreten, sowie Mitglied im Ey-Kreis. 1936 nahm Bindel mit dem Bild Fussballspiel am Kunstwettbewerb der Spiele der XI. Olympiade in Berlin teil. Im Juni 1937 wurde er ordentlicher Professor an der Staatlichen Kunstakademie Düsseldorf. Einige seiner früheren Arbeiten galten den Nazis als „entartet“, und 1937 wurde in der Nazi-Aktion „Entartete Kunst“ aus der Kunstsammlungen der Stadt Düsseldorf fünf Bilder beschlagnahmt und danach vernichtet. Bereits im Juli 1937 war sein Bild „Martinsjunge“ (Öl auf Leinwand, 77 × 73 cm, 1925) in der Ausstellung „Entartete Kunst“ in München gezeigt worden. Im selben Raum 7 im Obergeschoss waren „zusammengepfercht“ auch Werke von Hans Purrmann, Heinrich Nauen, Edwin Scharff und Otto Freundlich zu sehen. Bindel persönlich wandte sich nunmehr an Adolf Hitler, er „… sei mit einem Bild in die Ausstellung ‚Entartete Kunst‘ aufgenommen, Hitler möge ihn gegen das Ansinnen schützen, selbst die Enthebung vom Amt zu beantragen …“ Es handelte sich dabei um das große Pastellbild „Welke Blumen“ das für 1500 RM verkauft wurde.  Bindel nahm wieder an den von den Nationalsozialisten veranstalteten Großausstellungen, wie 1942 an Der Rhein und das Reich, Düsseldorfer Kunstausstellung im Herzog-Anton-Ulrich-Museum, Braunschweig, (Kat. Nr. 18) und 1942 und 1944 an der Großen Deutschen Kunstausstellung im Haus der Deutschen Kunst, München teil.
Der Zweite Weltkrieg endete für Bindel nach Kriegsdienst von 1945 bis 1947 in sowjetischer Kriegsgefangenschaft in einem Lager bei Moskau.
Bindel war ein routinierter Aquarellmaler, der selbst dem Gegenständlichen verpflichtet blieb und Genrebilder und Blumenstillleben malte. Er unterrichtete seine Studenten im klassisch akademischen Handwerk. So ließ er den Schülern seiner Malklasse, welche bereits malerische Erfahrung besaßen, nach dem ersten Semester frei arbeiten. In den 1950er und 1960er Jahren betraf dies unter anderen die Künstler Heinz Mack, Otto Piene, Hans Salentin, Johannes Geccelli, Raimund Girke und Walter Cüppers.
1961 erschien das Buch von Paul Bindel Jugend sieht Deutschland. Das Kuratorium Unteilbares Deutschland hatte sich im Herbst 1959 an die Jugend und an die Erzieher gewandt, um in einem Wettbewerb „Jugend sieht das unteilbare Deutschland“ junge Menschen im Alter von 12 bis 25 Jahren anzuregen, in Malerei, Plastik, Zeichnung, Handarbeit das Erlebnis der deutschen Teilung und die Hoffnung auf Wiedervereinigung darzustellen. Die Beteiligung war stark: Über 80.000 Arbeiten wurden für die Ausstellung in den Städten und in den Bundesländern eingereicht. Aus diesen Arbeiten wurden 100 der besten ausgewählt, um diese in einem repräsentativen Buch dem deutschen Leserpublikum wie dem Ausland zu zeigen, wie die Jugend zu dieser Zeit Deutschland sah.
Arbeiten von Paul Bindel befinden sich in den Beständen des Stadtmuseums Düsseldorf, darunter Johanna Ey als Spanierin, Ölgemälde um 1930.

## Ausstellungen (Auswahl)
Paul Bindel wird in folgenden Katalogen zu Ausstellungen genannt:
- 1925: Große Kunstausstellung, Düsseldorf (Kat. Nr. 2)
- 1935: Kunstvereins-Ausstellung am Judenhof, Ulm[12]
- 1939, 1942 und 1944: Große Deutsche Kunstausstellung, Haus der Deutschen Kunst, München,
- 1940 und 1941: Rheinische Kunstausstellung, Berlin und Danzig[13]
- 1941: Herbstausstellung Düsseldorfer Künstler, Kunsthalle Düsseldorf (Kat. Nr. 17)
- 1942: Der Rhein und das Reich, Düsseldorfer Kunstausstellung, Herzog-Anton-Ulrich-Museum, Braunschweig, (Kat. Nr. 18)
- 1943: Espositione Palazzo Strozzi, Gastausstellung Düsseldorfer Künstler in Florenz (Kat. Nr. 21)
- 1944: Frühjahrsausstellung Düsseldorfer Künstler, Kunsthalle Düsseldorf (Kat. Nr. 26)
- 1952: Große Weihnachtsausstellung der bildenden Künstler von Rheinland und Westfalen, Kunstpalast Ehrenhof, Düsseldorf (Kat. Nr. 67)
- 1953: Große Weihnachtsausstellung der bildenden Künstler von Rheinland und Westfalen, Kunstpalast Ehrenhof, Düsseldorf (Kat. Nr. 71)
- 1954: Große Weihnachtsausstellung der bildenden Künstler von Rheinland und Westfalen, Kunstpalast Ehrenhof, Düsseldorf (Kat. Nr. 72)
- 1955: Kunstausstellung Weihnachten der bildenden Künstler von Rheinland und Westfalen (Kat. Nr. 73)
- 1966: das Kleine Format, Jahresausstellung Künstlerverein Malkasten Düsseldorf (Kat. Nr. 103)
- 1967: das Kleine Format, Jahresausstellung Künstlerverein Malkasten, Düsseldorf (Kat. Nr. 107)
- 1968: das Kleine Format, Jahresausstellung Künstlerverein Malkasten, Düsseldorf (Kat. Nr. 112)
- 1968: Das kleine Schaufenster, Ausstellung der Mitglieder des Künstlervereins Malkastens im Jubiläums-Jahr 1986 (Kat. Nr. 113)